# Schwabacher Altar

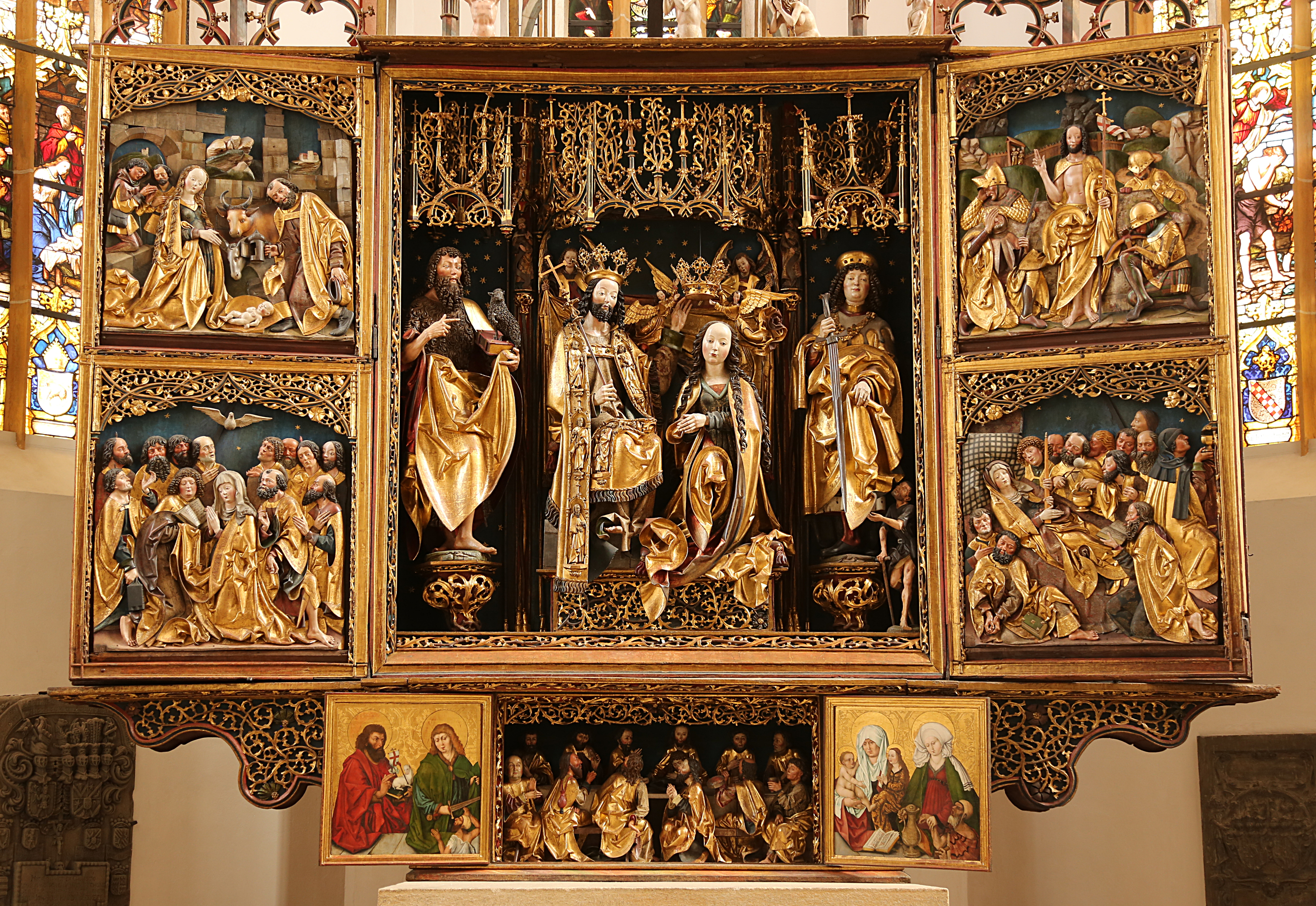
Festtagsseite: Krönung Mariens im Mittelschrein

Der Schwabacher Altar ist der Hochaltar der Evangelischen Stadtkirche St. Johannes und St. Martin in Schwabach. Er stammt aus der Werkstatt von Michael Wolgemut, dem Lehrer von Albrecht Dürer. Der 1508 fertiggestellte spätgotische Wandelaltar mit seinen beeindruckenden Schnitzereien ist ein klassisches Beispiel für die Verwendung von Blattgold. Einiges spricht dafür, dass auch Veit Stoß an dem Polyptychon mitgearbeitet hat. Der Altar war eine Station des Kunstwanderwegs Goldene Meile.

## Beschreibung
Mit seiner Höhe von mehr als fünfzehn und einer Breite von mehr als sechseinhalb Metern gehört er zu den größten spätgotischen Flügelaltären. Der Wandelaltar hat ein Paar feststehende Außenflügel, ein Paar bewegliche Außenflügel und ein Paar bewegliche Innenflügel, die im Laufe des Kirchenjahres einen Wechsel zwischen einer Passions-, einer Werktags- und einer Festtagsseite ermöglichen. Die Außenflügel sind auf beiden Seiten bemalt, die Innenflügel nur auf ihren Rückseiten, die Vorderseiten der Innenflügel sind mit insgesamt vier Reliefs versehen. Der Hauptschrein enthält vier bis zu 1,80 Meter hohe Skulpturen, sein Thema ist die Krönung Mariens. Die Predella besitzt ein beidseitig bemaltes Flügelpaar, das nur für die Festtagsseite geöffnet wird. Neben den Standflügeln sind auch Schrein und Predella auf ihren Rückseiten mit Gemälden versehen.

### Die Passionsseite, Schauseite mit geschlossenen Flügeln

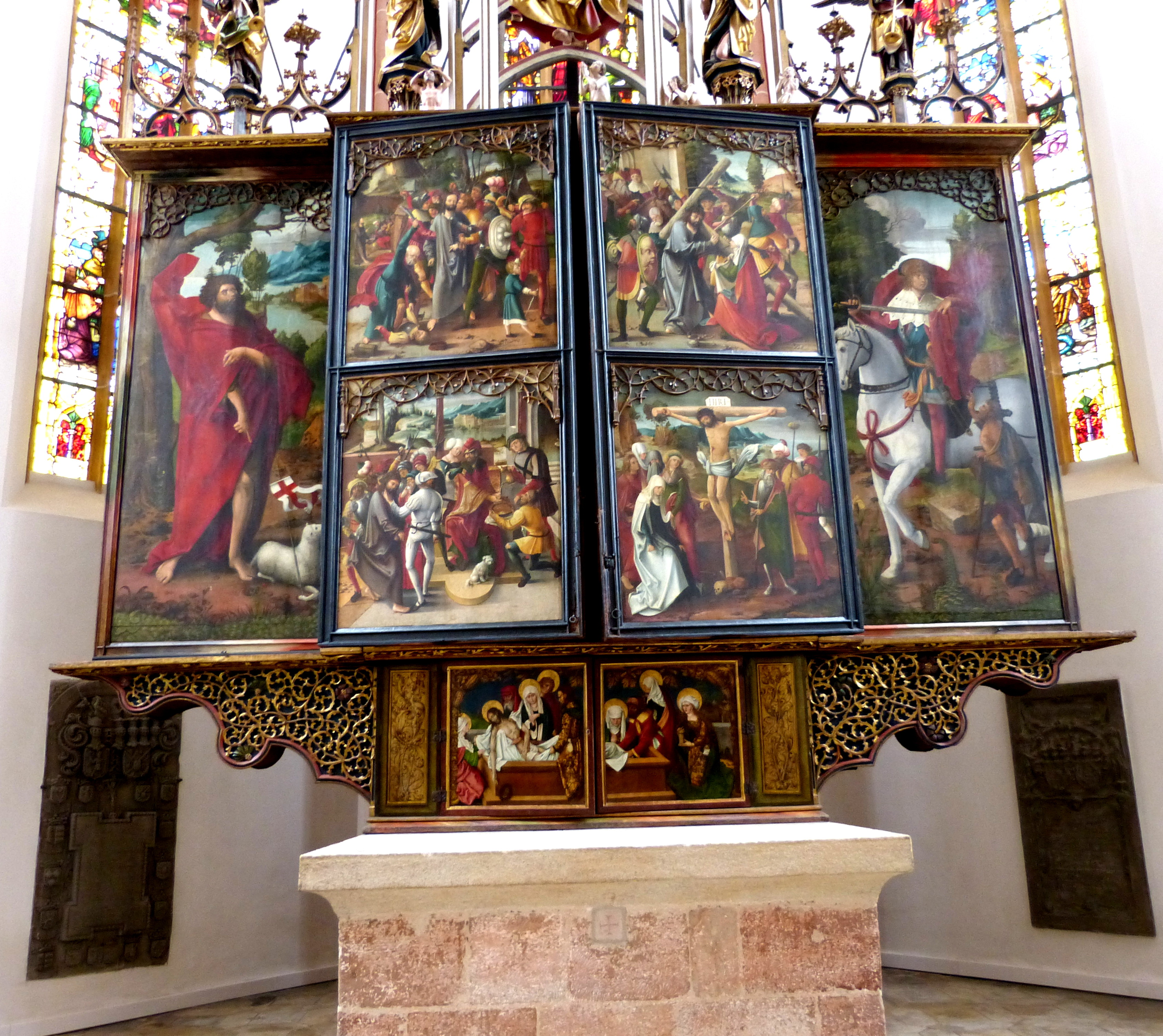
Geschlossener Altar

Die geschlossenen Flügel zeigen vier Szenen aus der Leidensgeschichte Jesu, flankiert von den Kirchenpatronen, die auf den Standflügeln dargestellt sind:
| - Johannes der Täufer | - Gefangennahme Christi - Christus vor Pontius Pilatus | - Jesus trägt das Kreuz - Kreuzigung Jesu | - Hl. Martin |

Geschlossene Predella: Grablegung Jesu

### Die Werktagsseite, Schauseite mit geöffneten Außenflügeln
Bei geöffneten Außenflügeln sind je vier Motive aus dem Leben der Kirchenpatrone zu sehen, die obere Reihe ist Johannes dem Täufer gewidmet, die untere dem Hl. Martin:
| - Johannes tauft Jesus - Messe des Hl. Martin | - Johannes wird enthauptet - Martin teilt seinen Mantel | - Salome mit dem Haupt des Johannes - Martin erweckt Tote | - Johannes predigt am Jordan - Martin zerstört ein Götzenbild |

Geschlossene Predella: Grablegung Jesu

### Die Festtagsseite, Schauseite mit geöffneten Innenflügeln
Während Passions- und Werktagsseite nur Gemälde zeigen, ist die Festtagsseite durch vergoldetes Schnitzwerk hervorgehoben. Die Flügel tragen Reliefs, im Hauptschrein sind Skulpturen angebracht.

#### Die Flügel
Die geöffneten Flügel zeigen in vier Szenen Höhepunkte aus dem Leben von Maria und Jesus, passend zu den christlichen Festen Weihnachten, Ostern und Pfingsten:
| - Geburt Christi - Ausgießung des Heiligen Geistes | - Auferstehung Christi - Tod Mariens |

#### Der Hauptschrein
Im Hauptschrein ist die Krönung Mariens durch Christus dargestellt. Links neben Christus steht Johannes der Täufer und deutet mit dem Zeigefinger seiner rechten Hand auf diese Szene, rechts neben Maria sehen wir den zweiten Kirchenpatron, den Hl. Martin.

#### Die Predella

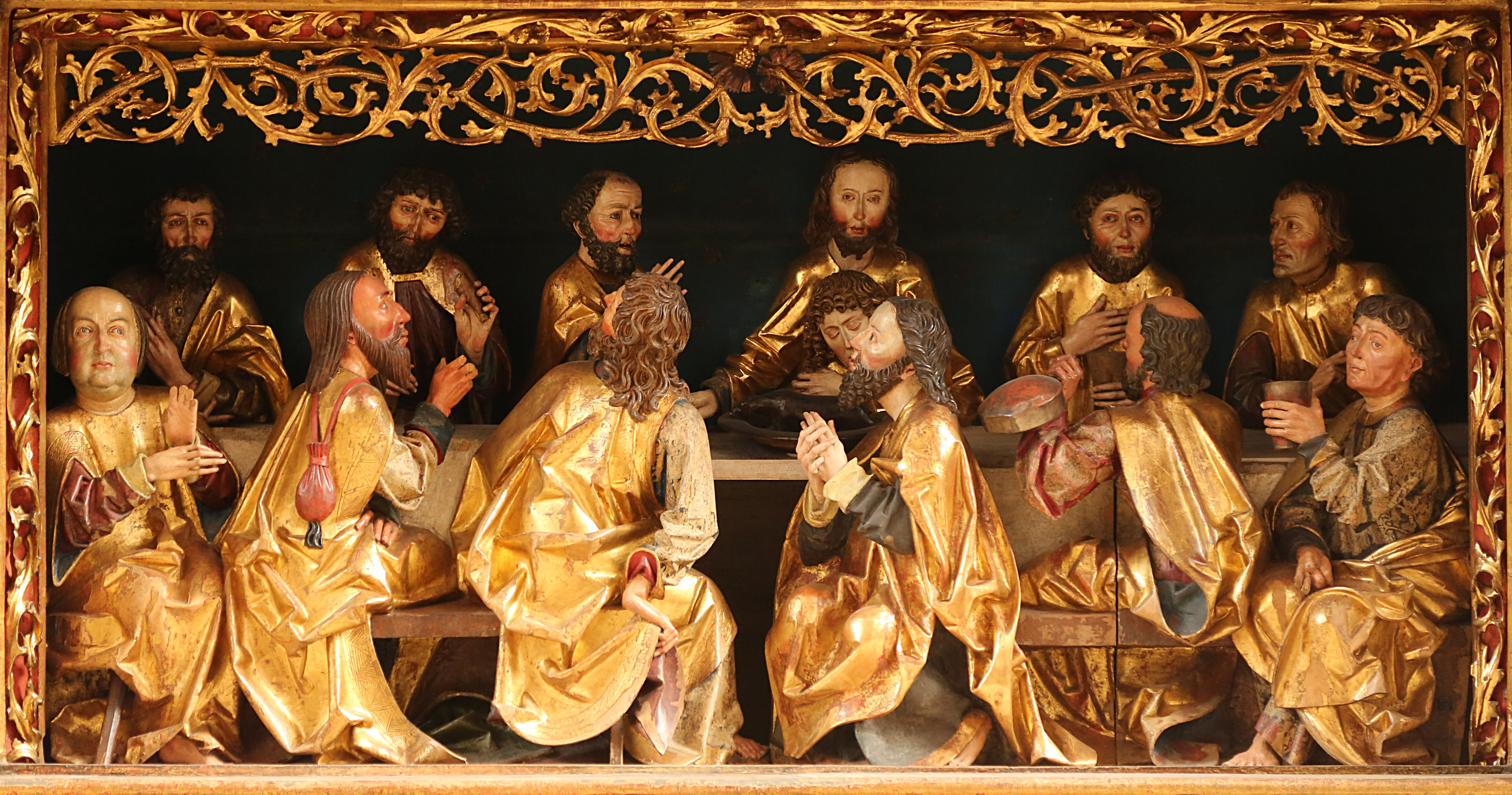
Predella: Letztes Abendmahl

Das Flügelpaar der Predella ist geöffnet und gibt den Blick frei auf eine plastische Darstellung des letzten Abendmahls. Die Innenseiten der Flügel sind mit Tafelgemälden geschmückt, auf dem linken Flügel sind die beiden Kirchenpatrone Johannes d. T. und Martin zu finden, auf dem rechten Anna selbdritt und die Hl. Elisabeth.

### Das Gesprenge
Im Gesprenge über dem Schrein thront Christus als Weltenrichter auf einem doppelten Regenbogen, umgeben von Maria und Johannes dem Täufer. Zwei Engel über den Standflügeln blasen mit ihren Posaunen zum Jüngsten Gericht; auf der oberen Platte des Schreins erheben sich die Toten aus ihren Gräbern. In der Mitte über der Weltgerichtsszenerie befindet sich die Gruppe der Anna selbdritt.

### Die Rückseite des Altars

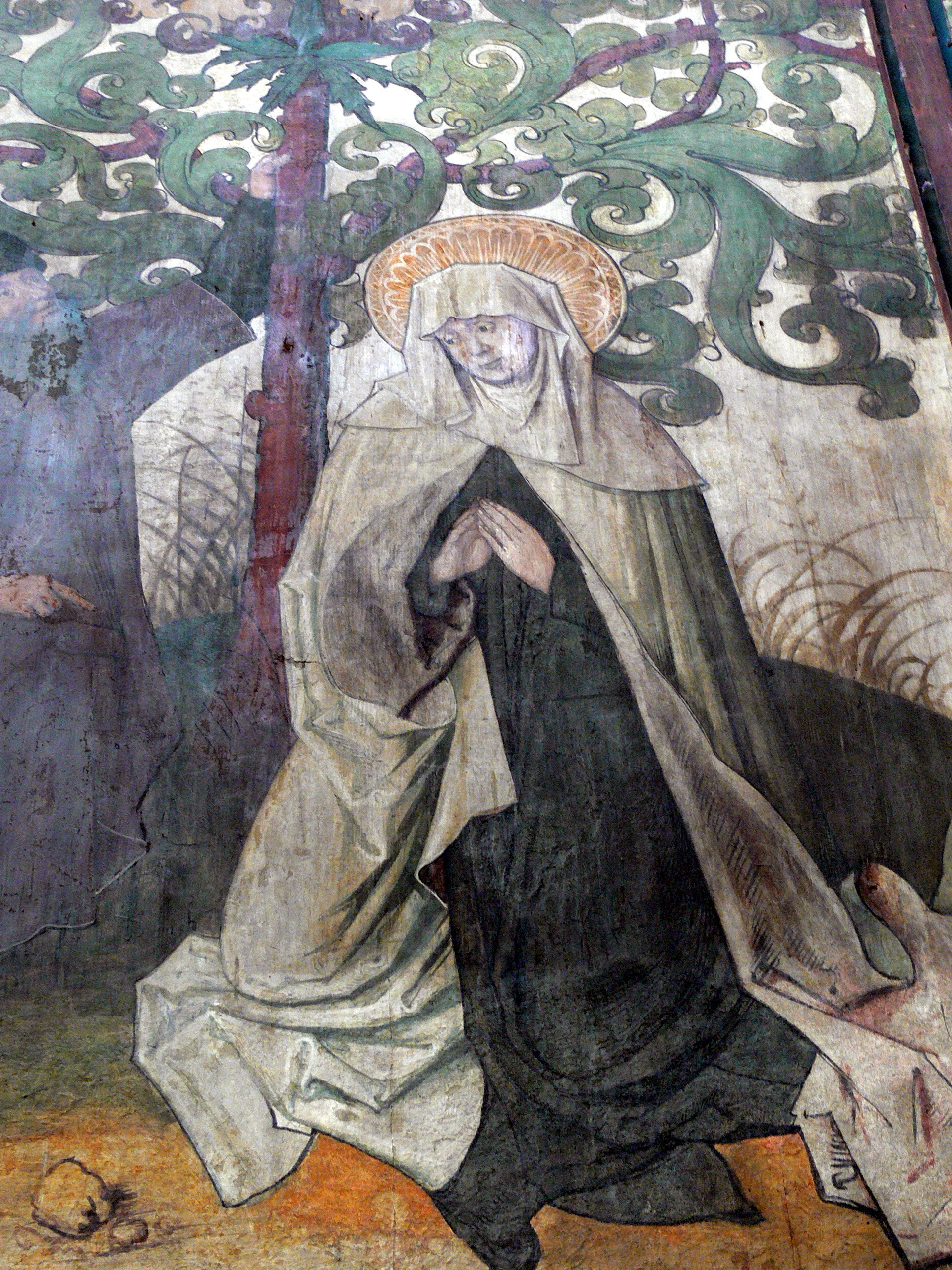
Rückseite: Hl. Anna

Auf der Rückseite des Hauptschreins wird das Thema der Anna selbdritt detailliert ausgebaut. In einem genealogischen Baum werden die drei Ehen der Hl. Anna dargestellt, in der Mitte über Anna und Joachim ist Maria mit dem Jesuskind zu sehen, neben ihr der Heilige Josef. Seitlich von ihnen befinden sich die beiden anderen Töchter Annas, die auch Maria heißen, aus ihren Ehen mit Cleophas und Salomas. Zusammen mit ihren Männern und sechs Kindern gehören sie zur Verwandtschaft Jesu, zur heiligen Sippe. Passend zum genealogischen Baum sind die Rückseiten der Standflügel mit Blattranken auf grünem Grund bemalt. Auf der Predella sind zwei Engel abgebildet, die das Schweißtuch der Veronika halten.